# 岡戸半蔵
岡戸半蔵（おかと はんぞう、1752年（宝暦2年） - 1824年（文政7年））は、江戸時代後期の人物。尾張国知多郡福住村（愛知県知多郡阿久比町）に生まれる。壮年期に妻子に相次いで先立たれ、発心して諸国遍歴の旅に出る。1819年（文政2年）、妙楽寺住職亮山阿闍梨に出会い、霊場開創の大願に感銘。武田安兵衛とともに亮山阿闍梨に協力し、知多四国霊場を開創した。

## 略歴
- 1752年（宝暦2年） - 知多郡福住村の農家に生まれる。
- 1816年（文化13年） - 誓海寺禅林堂（美浜町古布）に大乗妙典六十六部供養塔を建立。
- 1819年（文政2年） - 妙楽寺住職亮玄阿闍梨に出会い、その大願に感銘。私財を投じて弘法大師尊像の制作に入る。
- 1823年（文政6年） - 大井医王寺（南知多町大井）にて武田安兵衛と出会う。亮玄は亮山と改め、開創の決意を新たにする。
- 1824年（文政7年） - 3月、88の札所制定完了。大師尊像の奉安が終わり、開眼供養を修す。始め「准四国霊場」と号す。
- 1824年（文政7年） - 誓海寺禅林堂にて没する。冷月院禅林逸学庵主。
- 1825年（文政8年） - 4月8日（グレゴリオ暦5月25日）、武田安兵衛、布土十王堂にて没する。墓所は葦航寺（美浜町布土）。
- 1834年（天保5年） - 弘法大師一千年御遠忌。3月1日より21日まで各寺にて遠忌大法要を厳修。
- 1847年（弘化4年） - 3月18日（グレゴリオ暦5月2日）、亮山阿闍梨、福生寺（知多市新知）にて入寂。墓所は妙楽寺。
- 1893年（明治26年） - 知多新四国霊場と称する。